# Mariano Suárez
 (avril 2025).
Mariano Suárez Veintimilla (Otavalo, 8 juin 1897 - Quito, 23 octobre 1980) est un homme d'État conservateur né à Otavalo en Équateur. Il est vice président de José María Velasco Ibarra et président d'Équateur en 1947.

## Biographie
Mariano Suárez est né à Otavalo le 8 juin 1897. Il réalise des études de droit international. Il est successivement député de l'Imbabura, président du Conseil Municipal d'Ibarra, vice-président de la chambre des Députés, ministre de l'Agriculture, ministre du Trésor Public, président du Conseil Provincial de Pichincha, député du Pichincha, et président de la République élu en 1947. Il a fait partie du Parti Conservateur Équatorien. Il meurt à Quito le 23 octobre 1980.

## Présidence
Le triumvirat formé par Luis Larrea Alba, Humberto Albornoz et Luis Maldonado Tamayo reçoit la démission de Carlos Mancheno. Selon la Constitution, Mariano Suárez Veintimilla est nommé président le 2 septembre 1947. Celui-ci convoque un Congrès extraordinaire le 11 septembre 1947, qui nomme vice président Carlos Julio Arosemena Tola. Celui-ci démissionne immédiatement, mettant fin au mandat de Suárez Veintimilla.